# Ackermannfunktionen
Ackermannfunktionen är ett exempel på en beräkningsbar funktion som inte är primitivt rekursiv. 
Ackermannfunktionen definieras för icke-negativa heltal {\displaystyle m} och {\displaystyle n} enligt: {\displaystyle A(m,n)={\begin{cases}n+1&\ m=0\\A(m-1,1)&\ m>0,n=0\\A(m-1,A(m,n-1))&\ m>0,n>0.\end{cases}}}
Från definitionen syns tydligt att för {\displaystyle m>3} växer {\displaystyle A(m,n)} väldigt snabbt, redan för låga värden på n. Exempelvis är {\displaystyle A(4,2)} skrivet i decimal form ett heltal med över 19 000 siffror.
För specifika värden på {\displaystyle n}, då {\displaystyle m<4} kan {\displaystyle A(m,n)} beskrivas med relativt enkla medel:
{\displaystyle A(m,n)={\begin{cases}n+1&\ m=0\\n+2&\ m=1\\2n+3&\ m=2\\2^{n+3}-3&\ m=3\\\end{cases}}}
För större värden på {\displaystyle m} växer funktionen alltför snabbt för att beskrivas med några av de elementära räknesätten. I stället kan Knuths pilnotation användas. 
Generellt gäller att 
{\displaystyle A(m,n)=2\uparrow ^{m-2}(n+3)-3.}
Med hjälp av denna beskrivning kan rekursionen av {\displaystyle A(4,2)} göras något enklare.
{\displaystyle A(4,2)=2\uparrow ^{4-2}(2+3)-3=2\uparrow ^{2}(5)-3=2\uparrow 2\uparrow 2\uparrow 2\uparrow 2-3=2^{2^{2^{2^{2}}}}-3=2^{65536}-3\approx 2.003529930406846\times 10^{19728}}
Och då 
{\displaystyle \log(2^{65536})=65536\cdot \log(2)\approx 19728{,}3}
förstås att detta tal utskrivet i decimal form har 19 729 siffror.

## Ackermannstal
|                   |   | {\displaystyle n}                                        |                                                          |                                                          |                                                                              |                                                                                      | |
| 0                 | 1 | 2                                                        | 3                                                        | 4                                                        | {\displaystyle n}                                                            |                                                                                      | |
| {\displaystyle m} | 0 | 1                                                        | 2                                                        | 3                                                        | 4                                                                            | 5                                                                                    | {\displaystyle n+1}                                                                                            |
| {\displaystyle m} | 1 | 2                                                        | 3                                                        | 4                                                        | 5                                                                            | 6                                                                                    | {\displaystyle n+2=2+(n+3)-3}                                                                                  |
| {\displaystyle m} | 2 | 3                                                        | 5                                                        | 7                                                        | 9                                                                            | 11                                                                                   | {\displaystyle 2n+3=2\cdot (n+3)-3}                                                                            |
| {\displaystyle m} | 3 | 5                                                        | 13                                                       | 29                                                       | 61                                                                           | 125                                                                                  | {\displaystyle 2^{(n+3)}-3}                                                                                    |
| {\displaystyle m} | 4 | 13 ={\displaystyle {2^{2^{2}}}-3}                        | 65533 ={\displaystyle {2^{2^{2^{2}}}}-3}                 | 265536 − 3 ={\displaystyle {2^{2^{2^{2^{2}}}}}-3}        | {\displaystyle {2^{2^{65536}}}-3} ={\displaystyle {2^{2^{2^{2^{2^{2}}}}}}-3} | {\displaystyle {2^{2^{2^{65536}}}}-3} ={\displaystyle {2^{2^{2^{2^{2^{2^{2}}}}}}}-3} | {\displaystyle {\begin{matrix}\underbrace {{2^{2}}^{{\cdot }^{{\cdot }^{{\cdot }^{2}}}}} -3\\n+3\end{matrix}}} |
| {\displaystyle m} | 5 | 65533 ={\displaystyle 2\uparrow \uparrow \uparrow 3-3}   | {\displaystyle 2\uparrow \uparrow \uparrow 4-3}          | {\displaystyle 2\uparrow \uparrow \uparrow 5-3}          | {\displaystyle 2\uparrow \uparrow \uparrow 6-3}                              | {\displaystyle 2\uparrow \uparrow \uparrow 7-3}                                      | {\displaystyle 2\uparrow \uparrow \uparrow (n+3)-3}                                                            |
| {\displaystyle m} | 6 | {\displaystyle 2\uparrow \uparrow \uparrow \uparrow 3-3} | {\displaystyle 2\uparrow \uparrow \uparrow \uparrow 4-3} | {\displaystyle 2\uparrow \uparrow \uparrow \uparrow 5-3} | {\displaystyle 2\uparrow \uparrow \uparrow \uparrow 6-3}                     | {\displaystyle 2\uparrow \uparrow \uparrow \uparrow 7-3}                             | {\displaystyle 2\uparrow \uparrow \uparrow \uparrow (n+3)-3}                                                   |